# Formica sanguinea
Formica sanguinea Latreille, 1798 (talvolta chiamata in italiano formica sanguigna) è un imenottero appartenente alla famiglia Formicidae, caratterizzato dall'attitudine a ridurre in schiavitù altre formiche appartenenti al genere Formica. A essere schiavizzata più di frequente è la Formica fusca.
Le colonie di Formica sanguinea vivono per conto proprio o come parassita sociale di altre specie del genere Formica. In quest'ultimo caso,  la regina di F. sanguinea entra nel nido della regina di un'altra specie e la uccide, facendosi così accudire dalle operaie della sua vittima. In alcuni casi le operaie rapiscono larve e pupe di altre specie per farle diventare operaie al servizio della loro regina.
È bene ricordare che non è un parassita obbligato, perciò può mantenere le sue colonie anche senza un ausiliare

## Descrizione
La regina ha un colore che va dal rosso all'arancio, con un evidente sfumatura nera sul capo, la lunghezza raggiunge circa i 10 millimetri, il torace e l'addome non sono particolarmente sviluppati, difatti non è nelle necessità della regina sopravvivere a periodi di autonomia prima di fondare una colonia, potendo ricorrere all'aiuto una specie ausiliare, metodo certamente più veloce.
Il maschio ha una lunghezza di circa 5mm/6mm ed è completamente nero.
Le operaie si aggirano invece attorno alla lunghezza di 6mm/9mm e hanno delle fattezze più simili alla regina, soprattutto per il colore, anche in questo caso rosso arancio e con una sfumatura più scura intorno alla testa.
Inoltre questa specie non ha la caratteristica di "sputare" acido formico a grandi distanze, ma può spargerlo sulle ferite dopo aver morso.

## Distribuzione
F. sanguinea è diffusa in Europa centrale e settentrionale e in Asia (Russia, Giappone, Cina e penisola coreana).
È ampiamente diffusa anche in Italia, nonostante ciò mancano segnalazioni della specie in Sardegna.
Vive in zone umide e fresche preferibilmente colline, anche se può sopravvivere anche con un terreno più secco. Prediligono una temperatura tra i 20° e i 26°.

## Sciamatura e fondazione
La sciamatura avviene in Estate, tra Giugno e Luglio e si può notare che le vie possibili di fondazione di una nuova colonia sono molteplici: la regina può cercare o un esemplare della sua specie per dare vita ad una nuova colonia con il metodo "tradizionale" oppure, in caso trovi un ausiliare può uccidere subito la vecchia regina e sostituirsi ad essa, oppure farsi adottare dalla colonia mostrandosi amichevole e solamente dopo uccidere la regina.
Lo sviluppo delle uova a temperatura ideale è il seguente :
da uovo a larva 10-15 giorni;
da larva a pupa: 8-10 giorni;
da bozzolo ad adulto, 10-18 giorni.

## Lista delle specie schiavizzate daFormica sanguinea
Ecco le specie che F. sanguinea riduce in schiavitù:
- Formica lemani
- Formica fusca (la più frequente)
- Formica cinerea
- Formica clara
- Formica corsica
- Formica cunicularia
- Formica decipiens
- Formica gerardi
- Formica subrufa
- Formica selysi
- Formica rufibarbis
- Formica picea
- Formica gagates